# Phan Tấn Tài
Phan Tấn Tài là một tướng lĩnh trong Quân đội nhân dân Việt Nam, hàm Thiếu tướng, hiện là Phó Tư lệnh Quân khu 7.
Ngày 19/10/2018, ông bị Ủy ban Kiểm tra Trung ương thi hành kỷ luật khiển trách.

## Thân thế và binh nghiệp
Trước năm 2005, ông là Phó Chỉ huy trưởng Bộ chỉ huy quân sự thành phố Hồ Chí Minh.
Năm 2005, ông được bổ nhiệm giữ chức Tư lệnh Bộ Tư lệnh Thành phố Hồ Chí Minh.
Năm 2008, ông được thăng quân hàm Thiếu tướng.
Năm 2010, ông được bổ nhiệm giữ chức Phó Tư lệnh Quân khu 7.

## Kỉ luật
Tại kì họp 30 từ ngày 17 đến ngày 19 tháng 10 năm 2018, Ủy ban Kiểm tra Trung ương Đảng Cộng sản Việt Nam đã quyết định thi hành kỉ luật khiển trách thiếu tướng Phan Tấn Tài vì "trong thời gian giữ cương vị Ủy viên Ban Thường vụ Đảng ủy, Phó tư lệnh Quân khu 7 đã ký hợp đồng chuyển nhượng 2 khu đất quốc phòng do Quân khu 7 đang quản lý, sử dụng cho doanh nghiệp khi chưa thực hiện đầy đủ trình tự, thủ tục theo quy định của pháp luật.".